# ورغل (سهند أباد)
ورغل (بالفارسية: ورگل) هي منطقة سكنية تقع في إيران في قسم سهند أباد الريفي. يقدر عدد سكانها بـ 114 نسمة .